# Камышевское сельское поселение (Зимовниковский район)
Камы́шевское сельское поселение — муниципальное образование в Зимовниковском районе Ростовской области.
Административный центр поселения — хутор Камы́шев.

## География
Хутора Камышевского сельского поселения располагаются на Сало-Манычском водоразделе. Рельеф равнинный с развитой балочной системой. Климат умеренно континентальный. Почвы в основном представлены чернозёмом, который часто осушается жарким ветром — суховеем.
Разнообразен растительный мир: здесь растут тысячелистник, одуванчик, ковыль волосовидный, верблюжья колючка обыкновенная, пастушья сумка, сурепка обыкновенная и прочие растения.
Из млекопитающих на территории сельского поселения обитают тушканчик, корсак, ушастый ёж, лиса, волк, русый заяц и прочие млекопитающие.

## История
Точная дата основания хутора Камышев, который ныне является административным центром сельского поселения, доподлинно неизвестна. Предполагается, что он возник примерно во время Русско-турецкой войны 1877—1878 гг., когда возникла большая потребность в развитии коневодства и появились первые в данной местности конные заводы Корольковых, Пишванова Подкопаеева и других предпринимателей, которые арендовали здешние земли на льготных условиях и были обязаны ежегодно сдавать в армию лошадей. В конце 1880-х годов на территории хутора Камышева уже жило несколько крупных помещиков-коннозаводчиков, а рядом с ними и 12 семей крестьян. По утверждениям старожилов, название хутора произошло от большого количества камыша, который рос в данной местности.
Во время Гражданской войны район был разорён и коневодство пришло в полный упадок.
В 1920-х и 1930-х здесь было заново организовано несколько конных заводов. Одновременно с коневодством постепенно развивались и прочие отрасли сельского хозяйства: скотоводство мясного направления, племенное и промышленное овцеводство, растениеводство.
В августе 1942 года, во время Второй мировой войны, район был оккупирован немецкими войсками. Был освобождён войсками Красной армии зимой 1943 года. За всё время войны местные конезаводы поставили тысячи лошадей.

## Административное устройство
В состав Камышевского сельского поселения входят:
- хутор Камышев;
- хутор Брянский;
- хутор Копанский;
- хутор Крылов;
- хутор Погорелов.

## Население
| 2010  | 2012  | 2013  | 2014  | 2015  | 2016  | 2017  |
| ----- | ----- | ----- | ----- | ----- | ----- | ----- |
| 2247  | ↘2243 | ↗2252 | ↘2215 | ↗2243 | ↘2232 | ↘2197 |
| 2018  | 2019  | 2020  | 2021  |       |       |       |
| ↘2180 | ↘2124 | ↘2086 | ↘2039 |       |       |       |